# ريتشارد سكوت (لاعب هوكي الجليد)
ريتشارد سكوت (بالإنجليزية: Richard Scott)‏ هو لاعب هوكي الجليد أمريكي، ولد في 1 أغسطس 1978 في أوريليا في كندا.

## وصلات خارجية
- ريتشارد سكوت على موقع دوري الهوكي الوطني (الإنجليزية)
- ريتشارد سكوت على موقع EliteProspects.com (الإنجليزية)
- ريتشارد سكوت على موقع HockeyDB.com (الإنجليزية)
- ريتشارد سكوت على موقع Hockey-Reference.com (الإنجليزية)